# South Woodbridge
South Woodbridge és una concentració de població designada pel cens dels Estats Units a l'estat de Califòrnia. Segons el cens del 2000 tenia 2.825 habitants.

## Demografia
Segons el cens del 2000, South Woodbridge tenia 2.825 habitants, 891 habitatges, i 733 famílies. La densitat de població era de 2.947,9 habitants/km².
Dels 891 habitatges en un 47,9% hi vivien nens de menys de 18 anys, en un 64,4% hi vivien parelles casades, en un 12,9% dones solteres, i en un 17,7% no eren unitats familiars. En el 13,8% dels habitatges hi vivien persones soles el 3,9% de les quals corresponia a persones de 65 anys o més que vivien soles. El nombre mitjà de persones vivint en cada habitatge era de 3,15 i el nombre mitjà de persones que vivien en cada família era de 3,46.
Per edats la població es repartia de la següent manera: un 33,5% tenia menys de 18 anys, un 7,5% entre 18 i 24, un 29,6% entre 25 i 44, un 22,1% de 45 a 60 i un 7,3% 65 anys o més.
L'edat mediana era de 33 anys. Per cada 100 dones de 18 o més anys hi havia 98,3 homes.
La renda mediana per habitatge era de 48.476 $ i la renda mediana per família de 51.810 $. Els homes tenien una renda mediana de 40.427 $ mentre que les dones 31.354 $. La renda per capita de la població era de 19.067 $. Entorn del 4,5% de les famílies i el 7,1% de la població estaven per davall del llindar de pobresa.

## Poblacions més properes
El següent diagrama mostra les poblacions més properes.